# Torre de la Parareda
La Torre de la Parareda és una masia de Tavertet (Osona) declarada Bé Cultural d'Interès Nacional.

## Descripció
Masia clàssica amb torre de defensa que està formada per un cos original molt modificat. El cos original es pot distingir perfectament per la façana principal, on s'observa el traçat original del mur i la coberta que estaven adossats a la torre de defensa, i les ampliacions fetes amb totxo. Aquest cos, segurament de planta quadrada (10x10 metres) està cobert a dues vessants amb el carener perpendicular a la façana situada a ponent. Consta d'un conjunt d' annexes que pel seu parament semblant a l'original fan difícil la seva identificació; la majoria són utilitzats com a corts i coberts, excepte el de la façana est, que és utilitzat com a habitatge i presenta un portal al primer pis, al qual s'accedeix per una escala. La façana principal presenta un portal adovellat adossat pràcticament a la base de la torre. Aquesta presenta un eix vertical de composició, i està coberta a dues vessants. Els emmarcaments de la majoria d'obertures i els escaires de la torre són de pedra picada de color més fosc que la pedra basta. Hi ha una finestra amb la data 1733 i una llinda, del portal interior, amb la data 1639.

## Història
Masia clàssica del segle xvii i XVIII documentada des del segle xiii.
Es troba registrada en els fogatges del "Castell y terme de Tavertet fogajat a 5 d'octubre 1553 per Joan Montells Balle, Pere Closes y Climent Parareda promens com ampar en cartes 223" on consta un tal "Climent Parareda".